# КК Златорог
Кошаркашки клуб Златорог је словеначки кошаркашки клуб из Лашка. Клуб је основан 1969. године под именом КК „Лашко“. Тренутно се такмичи у Првој лиги Словеније.

## Успеси

### Национални
- Првенство Словеније:
  - Вицепрвак (4): 1999, 2000, 2004, 2016.

- Куп Словеније:
  - Победник (1): 2004.
  - Финалиста (7): 1998, 1999, 2000, 2005, 2006, 2010, 2015.

- Суперкуп Словеније:
  - Финалиста (2): 2004, 2005.

### Међународни
- Алпе Адрија куп:
  - Победник (1): 2018.
  - Финалиста (1): 2016.

## Учинак у претходним сезонама
| Сез.     | Првенство Словеније | Куп Словеније      | Регионално такмичење         | Европско такмичење                 |
| -------- | ------------------- | ------------------ | ---------------------------- | ---------------------------------- |
| 2014/15. | Четвртфинале ПО     | Финалиста          | —                            | —                                  |
| 2015/16. | Вицепрвак           | Полуфинале         | Алпе Адрија куп — Финалиста  | ФИБА Куп Европе — Прва групна фаза |
| 2016/17. | Полуфинале ПО       | Полуфинале         | Алпе Адрија куп — Полуфинале | —                                  |
| 2017/18. | 10. место           | Четвртфинале       | Алпе Адрија куп — Победник   | —                                  |
| 2018/19. | Четвртфинале ПО     | Шеснаестина финала | —                            | —                                  |